# Beduiner
|  | Beduiner er også navnet på en film instrueret af Jette Bang, se Beduiner (film). |
Beduiner (af arabisk badawi بدوي ) er en fællesbetegnelse på arabiske nomadestammer, som bor i de arabiske ørkener, i Mellemøsten, på Sinaihalvøen og i Sahara. De taler arabiske dialekter og er nu muslimer. Selve betegnelsen beduin kom af det arabiske badawi, som betyder nomadiske beboere i ørkenen, og deres klaner var udbredt over den arabiske halvø præ islam. Som beduiner regnes blandt andre Baggaraerne i Sudan og Beni Hassan-klanen i det nordvestlige Afrika.
Beduinerne har traditionelt ernæret sig ved opdræt af geder, får og kameler, men denne livsform er hurtigt på retur. Dannelsen af stater og faste grænser har gjort det vanskeligt for beduinerne at bevæge sig rundt. I dag har de fleste opgivet nomadetilværelsen og blevet bofast, og telt- og ørkenlivet er blevet fritidsaktiviteter.
Den traditionelle familie består af et mandligt familieoverhoved ofte med en eller flere koner og deres børn. Klanen kan omfatte mange mennesker, og forgreninger til resten af familien følger mandens slægtslinjer. De bor i gedehårstelte, som deles i en mandlig og en kvindelig del med en skærm. Kosten er for det meste brød og kød og mælkeprodukter fra dyrene i hjorden. Produkterne solgtes også på markederne. Traditionelt fremstillede beduinerne også tæpper og stof og overskuddet solgtes på markederne.
Beduinene har altid været regnet som meget gæstfrie, noget der ligger fundamentalt i deres livsstil og traditioner. En ørkenvandrer kan derfor altid regne med at få husly og mad, men traditionen begrænser denne forpligtelse til et maksimum af tre dage.